# Pseudophysocephala vitripennis
Pseudophysocephala vitripennis är en tvåvingeart som först beskrevs av Charles Howard Curran 1928.  Pseudophysocephala vitripennis ingår i släktet Pseudophysocephala och familjen stekelflugor.
Artens utbredningsområde är Kongo. Inga underarter finns listade i Catalogue of Life.